# 克布莱尼
克布莱尼，是匈牙利巴兰尼亚州所辖的一个村。总面积8.04平方公里，总人口239，人口密度29.7人/平方公里（2011年1月1日）。